# Chicago
Chicago (pronunțat /ʃə'ka:g‿ou/, Chicagoⓘ, cunoscut în engleză și ca „Second City”, the „Windy City”, the „City of Big Shoulders”, și „Chi-town”) este cel mai mare oraș din statul Illinois și al treilea oraș ca mărime din Statele Unite ale Americii, după New York și Los Angeles, având o populație de peste 2.700.000 de locuitori în 2014. Orașul este un centru important financiar și industrial al Americii de Nord, fiind de asemena cunoscut pentru diversitatea sa etnică, dar și pentru importanța sa în rețeaua de transport americană, având al doilea aeroport din SUA ca număr de pasageri, (Aeroportul Internațional Chicago O'Hare), rivalizând doar cu Aeroportul Internațional Atlanta.
Chicago se situează în zona cunoscută în Statele Unite sub numele de Midwestern, „vestul mijlociu”, fiind localizat în partea nord-estică a statului Illinois, care împreună cu zona mai extinsă a orașului, numită Chicagoland, sunt situate pe marginea unuia din Marile Lacuri ce despart SUA și Canada, lacul Michigan. În zona metropolitană Chicagoland trăiesc în jur de 10.000.000 de rezidenți.
Începând cu anul 1833, anul organizării sale ca oraș, Chicago a crescut exploziv dintr-un orășel oarecare al „frontierei” Statelor Unite în așa-numitul „vechiul nord-vest”, într-unul dintre cele mai mari, mai sofisticate și mai influente metropole ale țării și ale lumii. În 1885 a fost construit la Chicago primul zgârie-nori, Home Insurance Building, demolat în 1931.
În 1890 a fost înființată Universitatea din Chicago.
Orașul este capitala arhitecturală, culturală, financiară a „Midwest”-ului american.

## Atracții turistice

#### Willis Tower
- SOM este numele constructorului celei mai înalte clădiri din lume până în 1998, însă SOM nu se referă la o singură persoană, ci la un birou de arhitectură fondat în anul 1939, care i-a reunit pe arhitecții americani Louis Skidmore, Nathaniel Owings și John Ogden Merrill. Aceștia au realizat în perioada 1970 - 1973 înaltul Willis Tower din Chicago, cu o înălțime totală de 527 m, destinat unui concern alimentar. 100 de rafturi aflate undeva în unul din cele 108 etaje ale clădirii atrag spre ele în cursul săptămânii circa 16.000 de persoane. Cei care se află chiar sus beneficiază de o panoramă superbă asupra întregului oraș și chiar asupra îndepărtatului Lac Michigan. Îmbinarea armonioasă dintre vechi și nou din cadrul metropolei din Illinois prinde și aici contur. În fața marilor giganți de sticlă se află un vechi turn de apă.

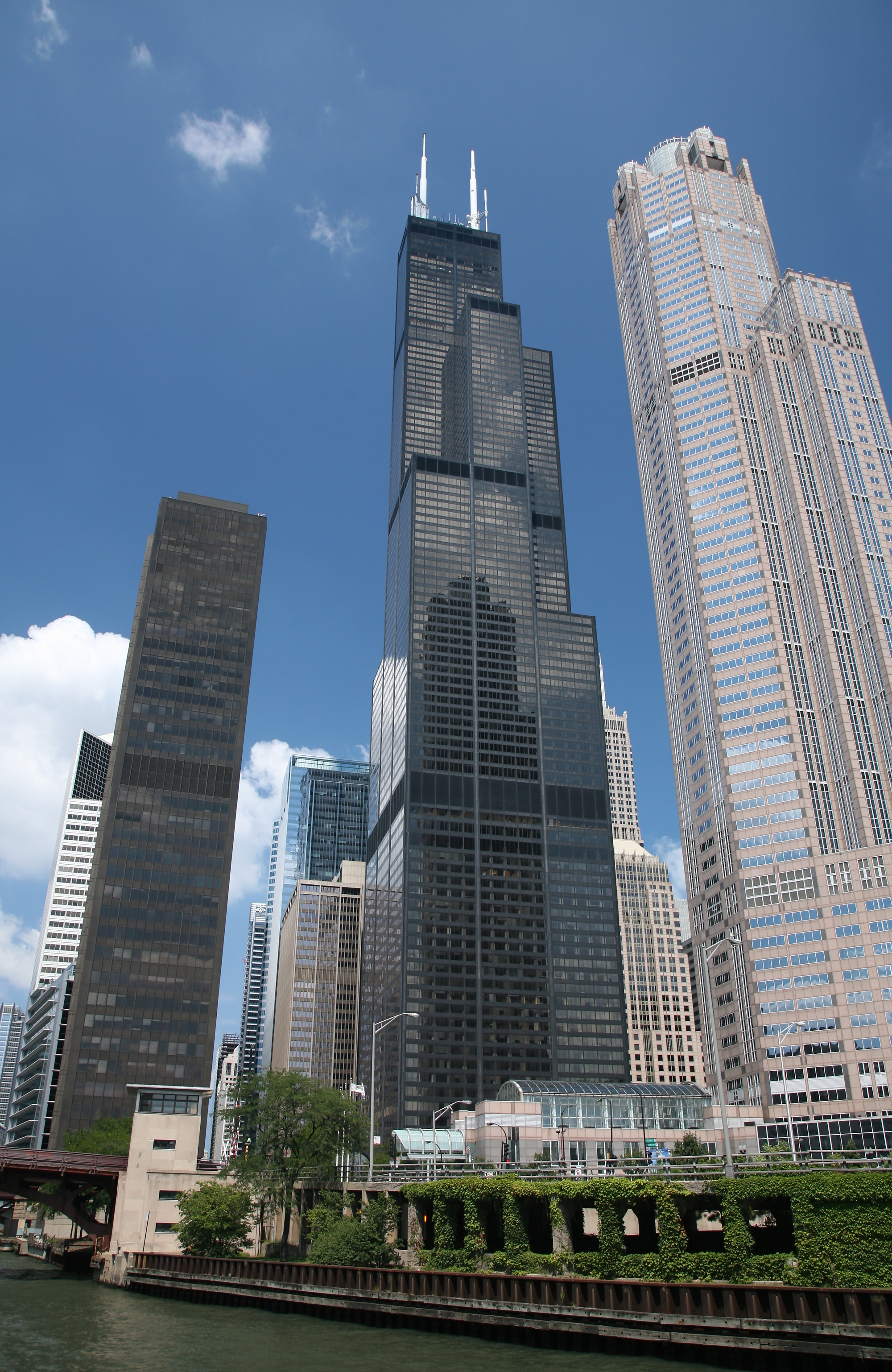
Willis Tower, un gigant peste Râul Chicago

#### Buckingham Fountain
- Din aprilie până în noiembrie, la fiecare oră, timp de 20 de minute, din imensa Fântână Buckingham din Grant Park țâșnește apă. În special seara, când sunt iluminate nu doar jocurile de apă, ci și marii giganți care se înalță în spatele fântânii, priveliștea profilului orașului Chicago este spectaculoasă.

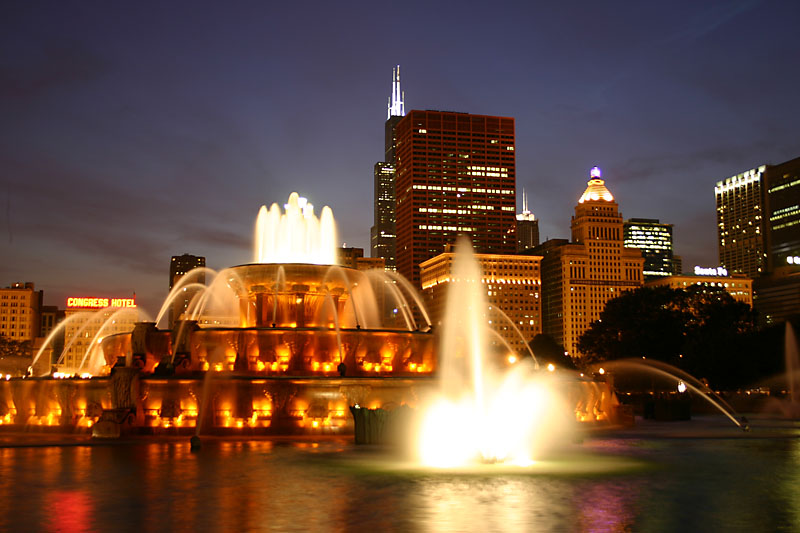
Fântâna Buckingham noaptea

#### Millennium Park
- Parc public liniștit și totodată modern, Millennium Park se întinde la picioarele marilor giganți din splendidul oraș Chicago. Acesta înregistrează anual 4.000.000 de vizitatori, întinzându-se pe circa 9,9 ha. Grant Park Music Festival și jocurile de lumini spectaculoase fac din Millennium Park cea mai râvnită atracție a orașului.

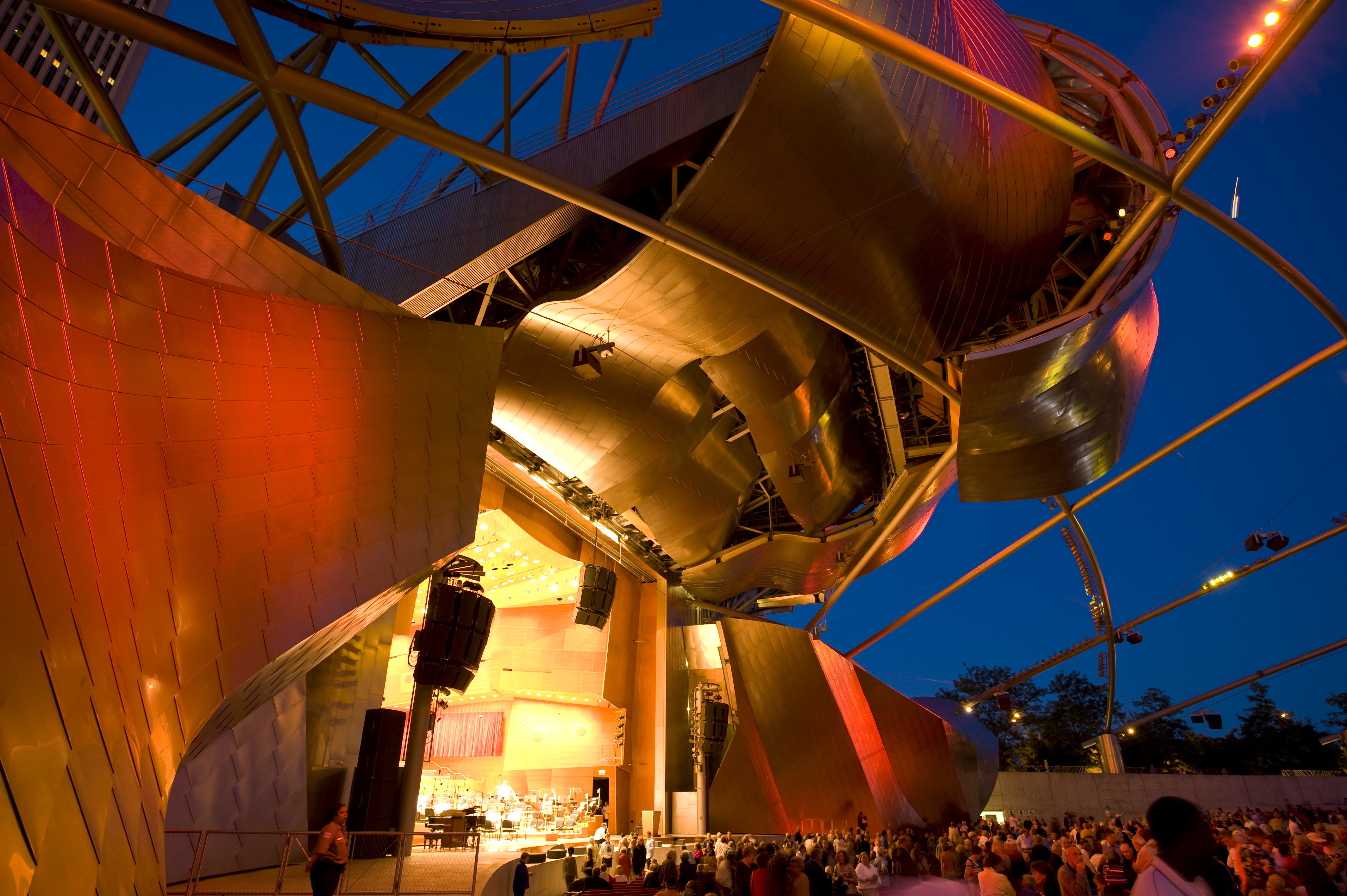
Pavilionul Jay Pritzker, Millennium Park

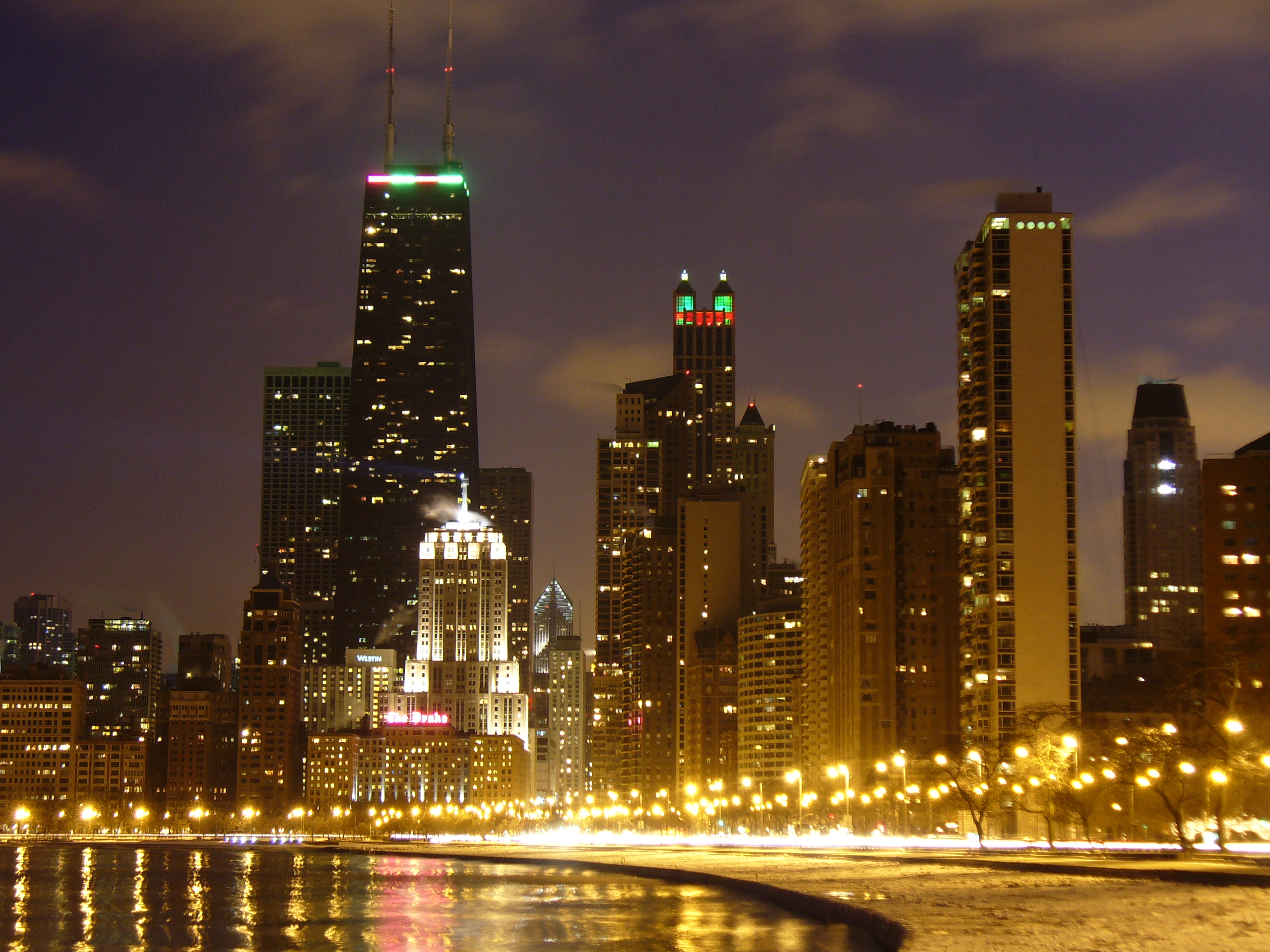
Oak Street Beach

#### Aqua
- Construit între 2007 - 2009, zgârie-norul Aqua, cu o înălțime de 261,74 m, se înalță falnic peste Lake Shore Drive, având aspectul uscatului peste care s-au presărat picurii de apă (după cum îi spune și numele: aqua = apă).

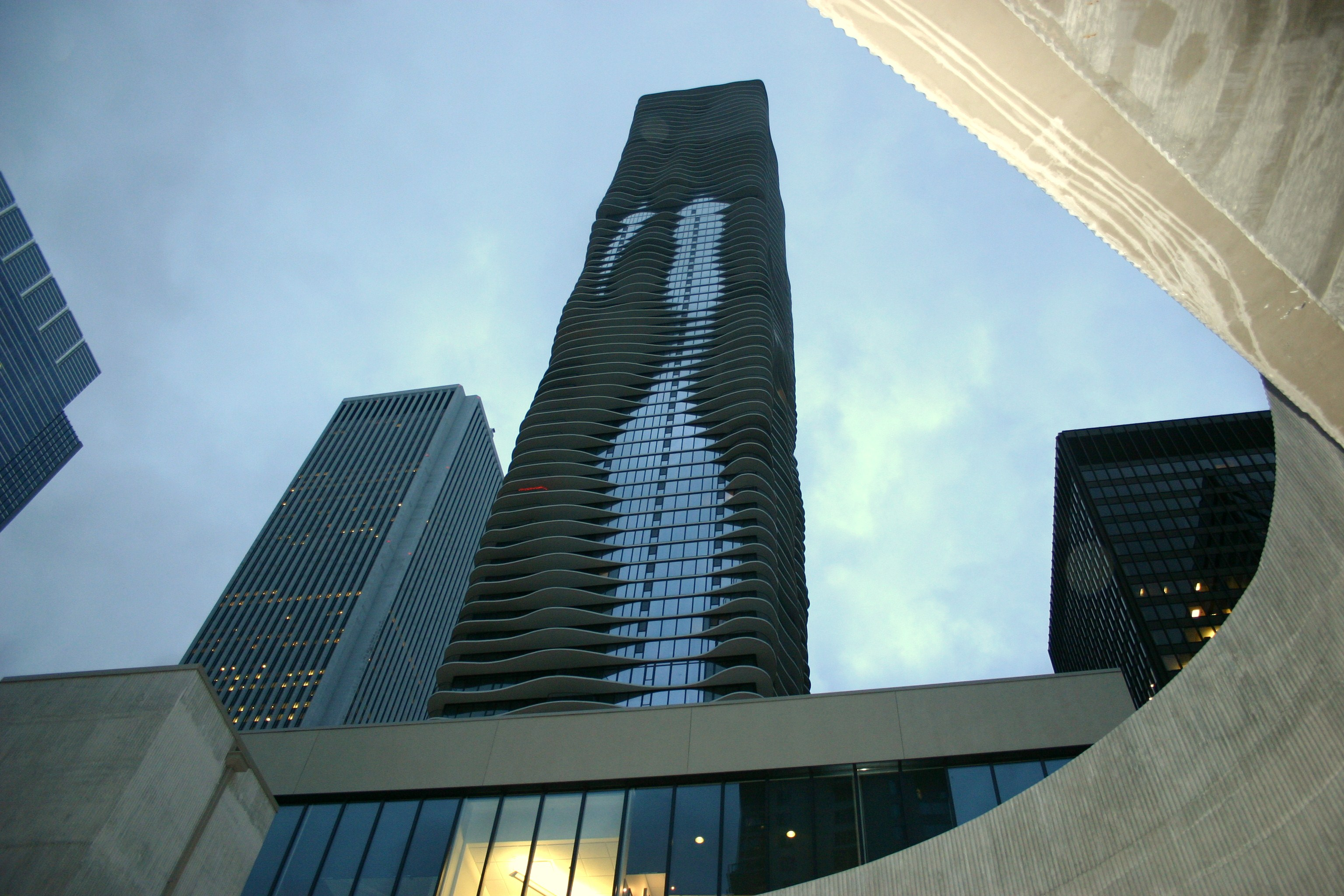
Aqua - fațada sudică

## Personalități marcante
- George Ellery Hale (1868 - 1938), astronom;
- Lester Germer (1896 - 1971), fizician;
- Al Capone (1899 - 1947) gangster;
- Gloria Swanson (1899 - 1983), actriță;
- Walt Disney (1901 - 1966), regizor;
- Benny Goodman (1909 - 1986), compozitor, interpret;
- Jack Ruby (1911 - 1967), criminal;
- Hugh Hefner (1926 - 2017), om de afaceri, director Playboy;
- James D. Watson (n. 1928), om de știință, laureat Nobel;
- Jerome Isaac Friedman (n. 1930), fizician, Premiul Nobel pentru Fizică;
- James Watson Cronin (1931 - 2016), fizician, Premiul Nobel pentru Fizică;
- Quincy Jones (n. 1933) muzician;
- John Wayne Gacy (1942 - 1994), criminal în serie;
- Harrison Ford (n. 1942), actor;
- Theodore Kaczynski (n. 1942), anarhist;
- Michael Mann (n. 1943), regizor;
- Tina DeRosa (1944 - 2007) , scriitoare;
- Wesley Clark (n. 1944), general
- Thomas Cech (n. 1947), chimist, laureat Nobel;
- Martin Chalfie (n. 1947), neurobiolog, laureat Nobel;
- Hillary Clinton (n. 1947), politician;
- Robin Williams (1951 - 2014), actor;
- Mr. T (Laurence Tureaud) (n. 1952), actor și wrestler;
- Frances McDormand (n. 1957), actriță;
- Michael Clarke Duncan (1957 - 2012), actor;
- Barack Obama (n. 1961) fost președinte al Statelor Unite ale Americii;
- John C. Reilly (n. 1965), actor;
- Gillian Anderson (n. 1968), actriță;
- Simone Elkeles (n. 1970), scriitoare;
- Lonnie Rashid Lynn (cunoscut drept Common, n. 1972), rapper;
- Nazr Mohammed (n. 1977), baschetbalist;
- Dwyane Wade (n. 1982), baschetbalist;
- Andrew Tate (n. 1986), kickboxer;
- Derrick Rose (n. 1988), baschetbalist;
- Chance the Rapper (n. 1993), cântăreț de hip hop;
- Noah Gray-Cabey (n. 1995), actor, pianist;
- Laura Bretan (n. 2002), cântăreață de operă de origine română.

## Legături externe

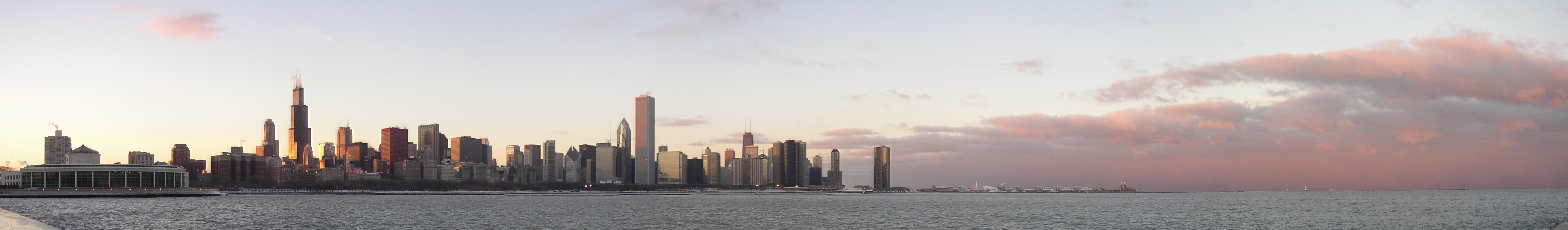
Conturul zgârie-norilor la apus.